# L’ Adamo
L’ Adamo – poemat siedemnastowiecznego włoskiego poety Giorgia Angeliniego, opublikowany w 1685. Utwór został zadedykowany księciu Modeny Rinaldowi d’Este. Składa się z pięciu pieśni. Jest napisany oktawą, czyli strofą ośmiowersową składającą się z wersów jedenastozgłoskowych (endecasillabo), rymowaną abababcc. Jest jednym z licznej grupy utworów opartych na biblijnej historii Adama.